# 三合乡 (苍山县)
三合乡是中国山东省临沂市兰陵县2011年11月前下辖的一个乡镇级行政单位，现已撤销。

## 行政区划
三合乡下辖栗皇路村、胥河湾村、李河湾村、韦河湾村、赵河湾村、刘岗子村、任河湾村、南头村、圩子村、顾庄村、赵村、厂东村、斜沟村、王堡村、前周村、尤堡村、后周村、大杨树村、后田营村、北头村、崔桥村、西秦庄村、前田营村、李田营村、常庄村、邵家庄村、陶庄村、东王庄村、尤庄村、东秦庄村、刘皇路村、双庙后村、小吴皇路村、西小店村、任皇路村、金庄村、大吴皇路村、吕皇路村、东小店村、河西村、刘庄村、邱皇路村、邵皇路村。
1. ↑  .   [2014-01-18]. （原始内容存档于2014-02-01）.